# 荒木站
荒木站（日语：／ Araki eki */?）是位於福岡縣久留米市荒木町白口，九州旅客鐵道（JR九州）的鹿兒島本線車站。車站編號為JB18。
部分來自博多方向的普通列車於此站折返。此外，也有快速列車進行緩急接續。另外，半數區間快速列車從此站出發或到達。曾經在日間時段，從羽犬塚出發的上行快速會先到達荒木，在荒木設有下一班來自大牟田、瀨高方向前往鳥栖的上行普通列車到達並等待出發。

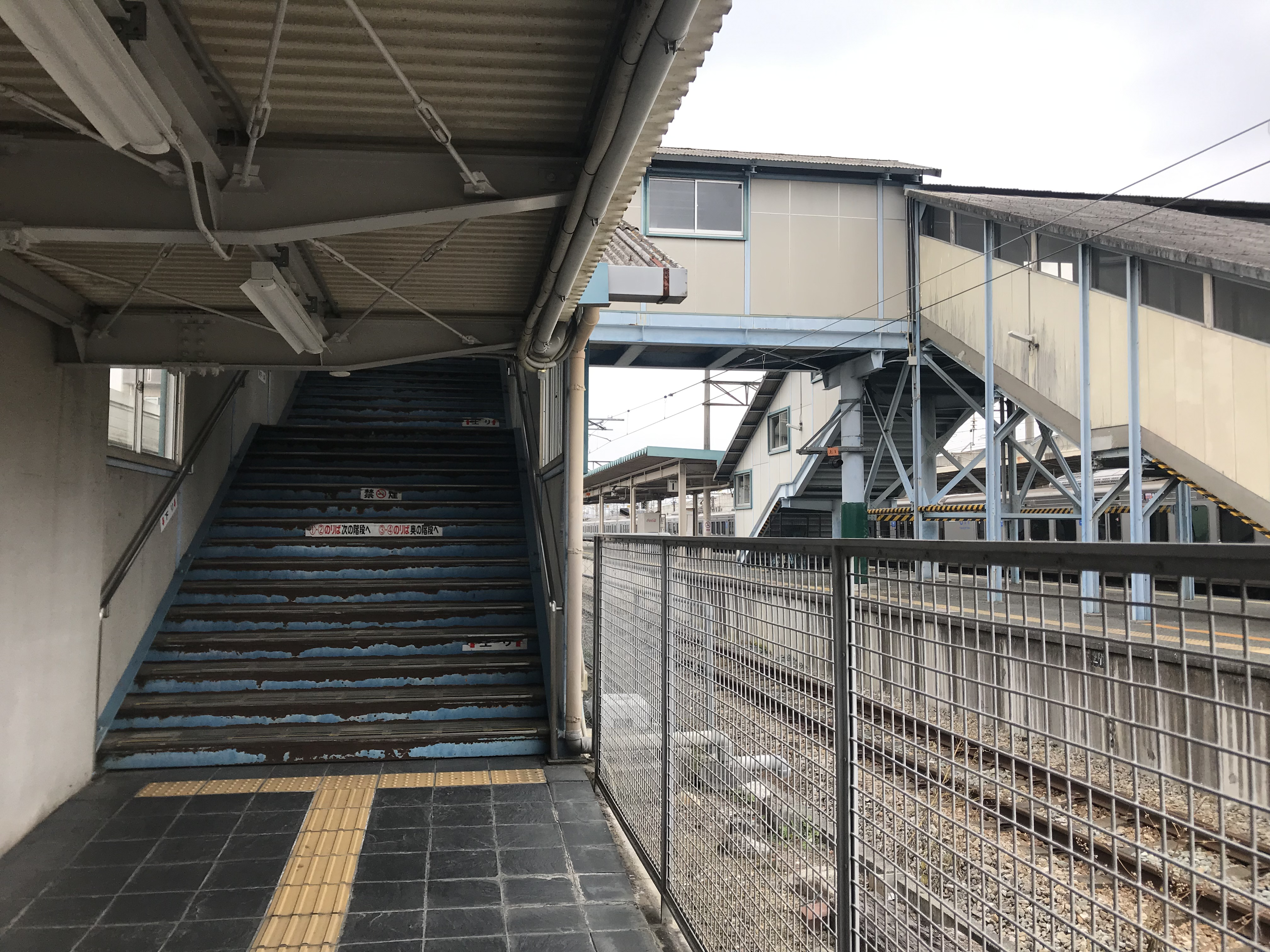
跨線橋(2019年1月)

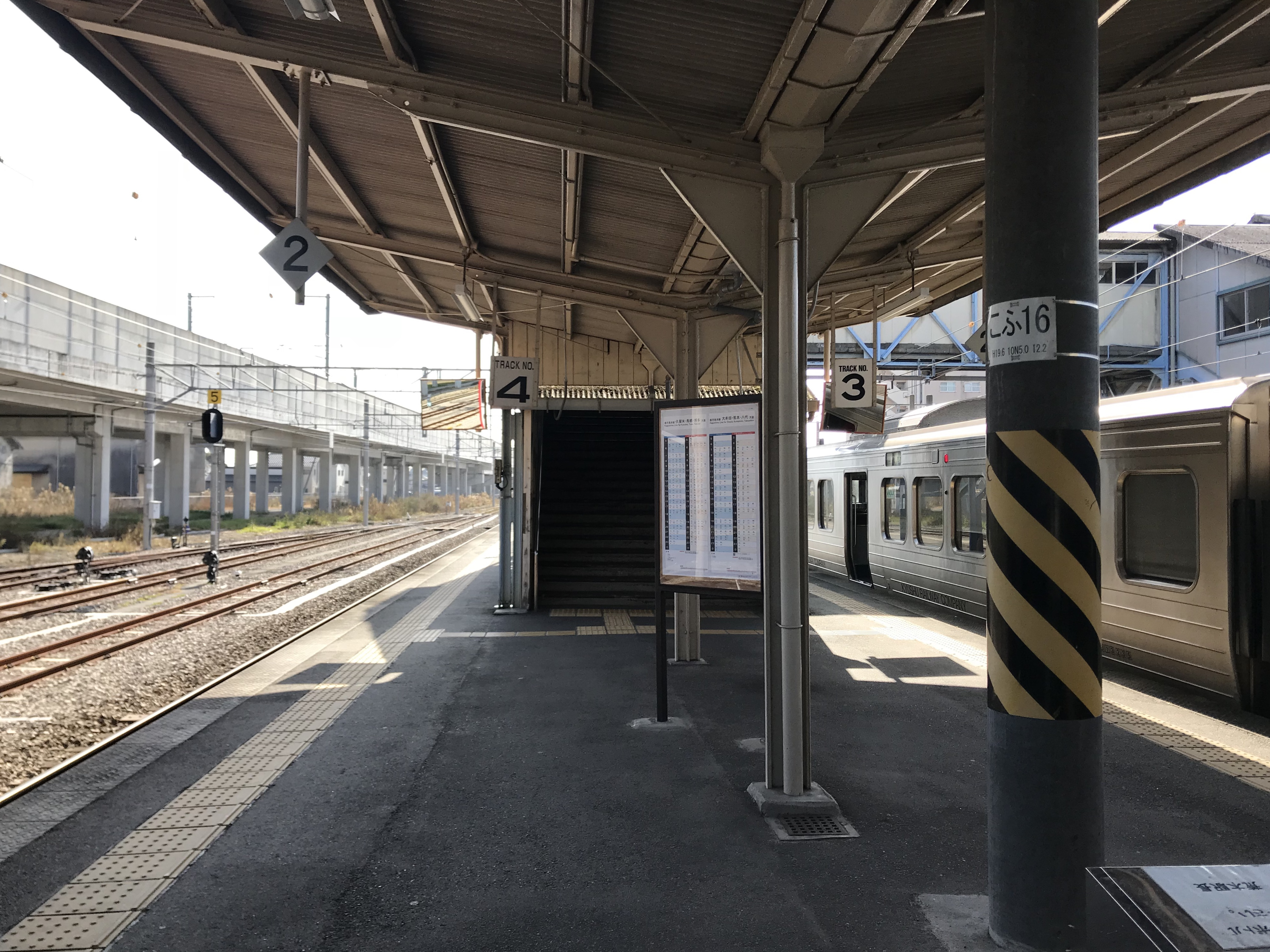
月台(2018年1月)

## 歷史
- 1910年（明治43年）4月20日 - 鐵道院開設此站[1]。
- 1945年（昭和20年） - 車站被美軍的戰鬥機使用機關槍掃射數次。當中，在筑紫站列車空襲事件（日语：筑紫駅列車空襲事件）與在8月8日於車站內發生的襲擊事件被射靶紀錄相機（日语：ガンカメラ）拍攝下來[2]。
- 1987年（昭和62年）4月1日 - 伴隨國鐵分割民營化，車站由九州旅客鐵道（JR九州）和日本貨物鐵道（JR貨物）營運。
- 1996年（平成8年）
  - 3月16日 - 貨物列車服務廢止。
  - 當年 - 車站大樓重建[1]。
- 2005年（平成17年）12月10日 - JR貨物車站廢止。
- 2009年（平成21年）3月1日 - 此站可以使用IC卡「SUGOCA」[3]。
- 2018年（平成30年）9月28日 - 引入車站編號。
- 2022年3月12日：停用綠色窗口，改為使用指定席劵發售機[4]。

## 車站構造

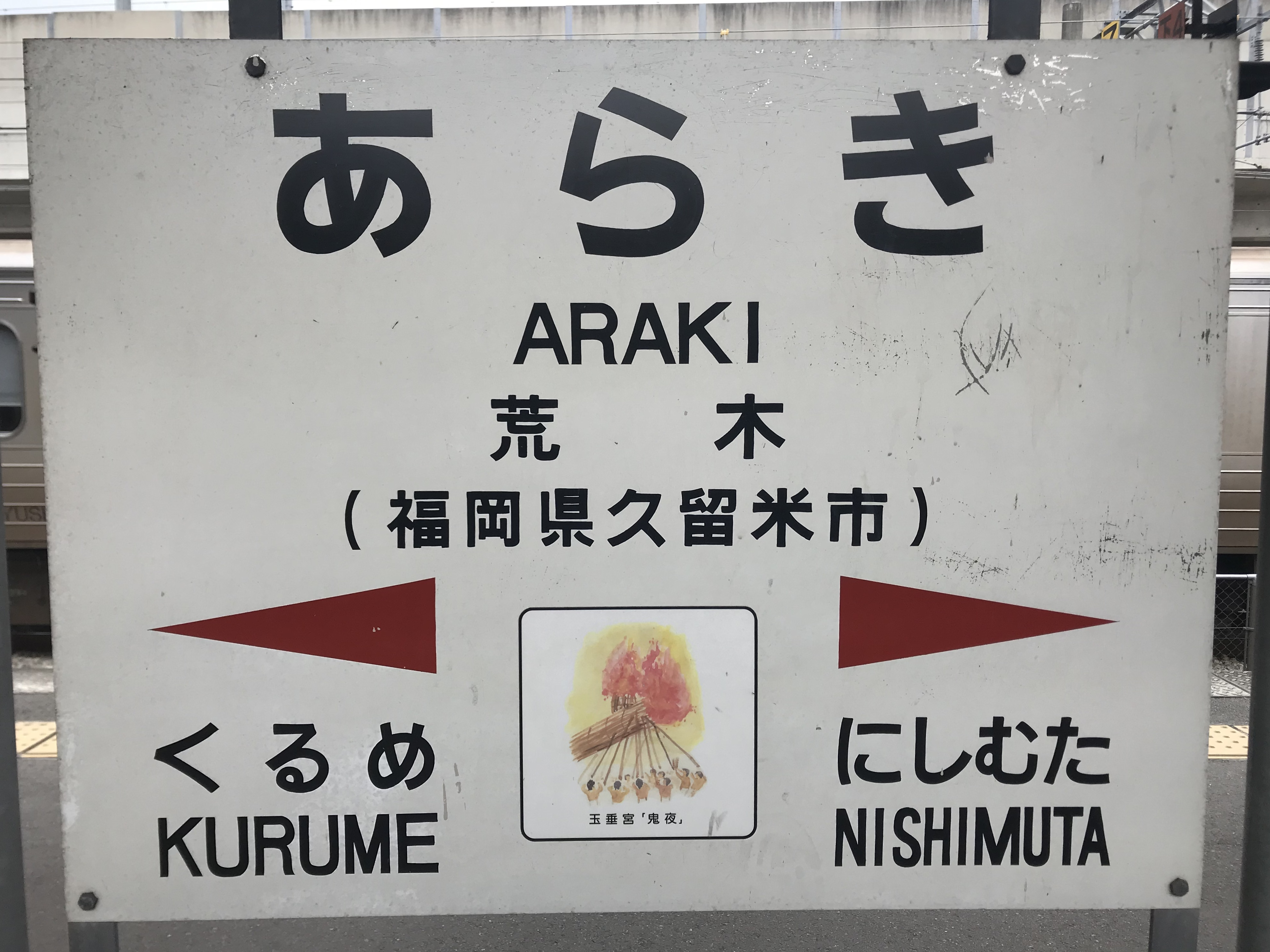
站名牌。圖案是「大善寺玉垂宮之鬼夜」

車站是一座地面車站，設有2面4線的島式月台。兩月台設有跨線橋連接。也設有數條留置線（因此設有夜間停泊列車。）。在車站大樓重建前，於1號月台側設成車站小屋，為宇品站、京都駅後日本第三座小屋。在九州中，此站擁有最長月台。
此站是由JR九州鐵道營業管理的業務委託車站。車站大樓內設有自動閘機，但因精簡人手，2022年3月12日起停用綠色窗口，改為全面使用指定席劵發售機。

### 月台
| 月台 | 路線       | 上下行 | 方向                   | 備註                            |
| ---- | ---------- | ------ | ---------------------- | ------------------------------- |
| 1・2 | 鹿兒島本線 | 上行   | 久留米、鳥栖、博多方向 | 但是從此站出發的列車使用3號月台 |
| 3・4 | 鹿兒島本線 | 下行   | 大牟田、玉名、熊本方向 |                                 |

## 使用狀況
在2018年（平成30年）度，1日平均乘車人次為1,437人。
以下為近年1日平均乘車人次、上下車人次列表：
| 年度   | 1日平均 上下車人次 | 1日平均 乘車人次 |
| ------ | ------------------ | ---------------- |
| 2016年 |                    | 1,393            |
| 2017年 |                    | 1,419            |
| 2018年 |                    | 1,437            |

## 車站周邊
- 福岡縣道89號瀨高久留米線（日语：福岡県道89号瀬高久留米線）
- 久留米市立荒木中學
- 久留米市立荒木小學（日语：久留米市立荒木小学校）
- 荒木站前郵局（日语：荒木駅前郵便局）
- 久留米警署（日语：久留米警察署）荒木站前派出所
- 福德長酒類久留米工場（日语：オエノンホールディングス）
- Pyramid久留米工場
- 航空自衛隊高良台分屯基地
- 西鐵巴士久留米（日语：西鉄バス久留米） 荒木站前巴士站
  - JR久留米站 - 市政廳前（日语：久留米市役所） - 六門（日语：六ツ門町） - 西鐵久留米（日语：西鉄久留米バスセンター） - 西町 - 荒木站前 - 今村 - 羽犬塚站

## 相鄰車站
九州旅客鐵道
鹿兒島本線
■快速、■區間快速
久留米（JB17）－荒木（JB18）－羽犬塚（JB20）
■區間快速
久留米（JB17）－荒木（JB18）－（部分停西牟田（JB19））－羽犬塚（JB20）
■普通
久留米（JB17）－荒木（JB18）－西牟田（JB19）

## 注腳
1. 1 2 3 4 5 6 7 8  . 週刊朝日百科. 33号 熊本駅・嘉例川駅・大畑駅ほか. 朝日新聞出版. 2013-03-31: 21.
2. ↑  「西鉄電車空襲米軍機の映像 終戦間際福岡・筑紫野の駅」 2013年2月25日『西日本新聞』晨報
3. ↑  . 交通新聞 (交通新聞社). 2009-03-03: 1.
4. 1 2   (PDF). 九州旅客鉄道株式会社.   [2021-12-23]. （原始内容存档 (PDF)于2022-01-27） （日语）.
5. 1 2   (PDF). 九州旅客鐵道.   [2019-07-24]. （原始内容存档 (PDF)于2019-12-06）.
6. ↑   (PDF). 九州旅客鐵道. 2017-07-31  [2018-05-19]. （原始内容 (PDF)存档于2017-08-01）.
7. ↑   (PDF). 九州旅客鐵道.   [2019-03-10]. （原始内容 (PDF)存档于2018-07-17）.

## 外部連結
- 荒木（車站資訊） - 九州旅客鐵道